# Altinho (Pangim)
Altinho é um bairro de Pangim, capital do estado indiano de Goa.
É considerada a zona residencial da elite goesa, aqui se localizando a residência ministro-chefe do estado, o paço patriarcal, bem como os aposentos de muitos funcionários do governo e políticos.
Algumas instituições de ensino estão também aqui instaladas, assim como a estação radiofónica All India Radio, sucessora da Emissora de Goa, do tempo colonial português.